# Maria Schmolln
Maria Schmolln je obec v rakouské spolkové zemi Horní Rakousy, v okrese Braunau.
K 1. lednu 2014 zde žilo 1 369 obyvatel.